# Ignacy Dudzikowski
Ignacy Dudzikowski (ur. 1942 w Przewodowie-Majorat) – polski naukowiec.
Podstawowym nurtem jego badań naukowych jest teoria, badania eksperymentalne i obliczenia maszyn elektrycznych o magnesach trwałych. Z tej problematyki opracował kilkadziesiąt publikacji, uzyskał osiem patentów i wdrożył kilkadziesiąt prac dla przemysłu. Wypromował 4 dr. Autor 140 publikacji, jednej monografii i dwóch skryptów. Recenzent trzech książek, wielu publikacji i projektów badawczych. Odznaczenia: Złoty Krzyż Zasługi, Medal Komisji Edukacji Narodowej, Złota Odznaka Politechniki Wrocławskiej. Wyróżniony 20 nagrodami rektora Politechniki Wrocławskiej i dziekana Wydz. Elektrycznego. 
Stopnie i tytuły naukowe oraz pełnione funkcje:
- dr inż. 1975 Dwubiegowe silniki komutatorowe o magnesach trwałych
- dr hab. 1993 Silniki komutatorowe o magnesach trwałych
- prof. Politechniki Wrocławskiej 1998 r.
- profesor 2012 r. - nominacja z rąk prezydenta RP Bronisława Komorowskiego
- dyr. Instytutu Maszyn, Napędów i Pomiarów Elektrycznych 1996–2002
- z-ca dyr. Instytutu ds. Badań Naukowych i Współpracy z Przemysłem 1990–1996
- od 2002 r. członek Senatu Politechniki Wrocławskiej
- przewodniczący Komisji Rady Wydziału Elektrycznego ds. Dydaktyki 1996–1999 r.
- członek Sekcji Maszyn Elektrycznych i Transformatorów Komitetu Elektrotechniki PAN od 1997 r.
- członek zarządu Oddziału Wrocławskiego PTETiS od 1993 r.
- od 1975 r. komitetów naukowych dwóch cyklicznych konferencji międzynarodowych.